# Carlo Vincenzo Maria Ferreri
Carlo Vincenzo Maria Ferreri (ur. 11 kwietnia 1682 w Nicei, zm. 9 grudnia 1742 w Vercelli) – włoski duchowny katolicki, kardynał, biskup Vercelli, dominikanin.

## Życiorys
Święcenia kapłańskie przyjął 15 marca 1705. 30 lipca 1727 został wybrany biskupem Alessandrii (della Paglia). Sakrę przyjął 4 sierpnia 1727 w Rzymie z rąk papieża Benedykta XIII (współkonsekratorami byli biskupi Giacinto Gaetano Chiurlia i Gaspare Pizzolanti). 6 lipca 1729 Benedykt XIII wyniósł go do godności kardynalskiej, a 23 grudnia 1727 nadał mu kościół tytularny Santa Maria in Via. 23 grudnia 1729 przeszedł na biskupstwo Vercelli, na którym pozostał już do śmierci.
Wziął udział w Konklawe 1730 i 1740.